# Цина
Цина (њем. Zinna) општина је у њемачкој савезној држави Саксонија. Једно је од 36 општинских средишта округа Сјеверна Саксонија. Према процјени из 2010. у општини је живјело 1.562 становника. Посједује регионалну шифру (AGS) 14730350.

## Географски и демографски подаци
Цина се налази у савезној држави Саксонија у округу Сјеверна Саксонија. Општина се налази на надморској висини од 89 метара. Површина општине износи 12,2 km². У самом мјесту је, према процјени из 2010. године, живјело 1.562 становника. Просјечна густина становништва износи 128 становника/km².

## Међународна сарадња
| Мјесто | Држава | Врста сарадње | Од    |
| ------ | ------ | ------------- | ----- |
|        | Пољска | партнерство   | 2008. |
|        | Чешка  | партнерство   | 2008. |
|        | Финска | контакт       | 1998. |
| Извор  |        |               |       |